# 程序化生成

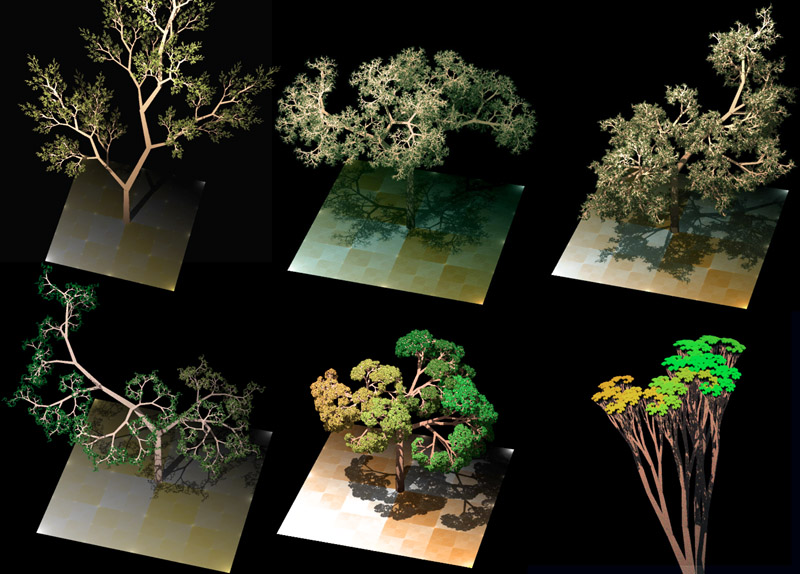
圖片中的樹是由L-system隨機產生。

程序化生成（英語：procedural generation）是计算机科学中一种使计算机自動製造一类數據的算法。
在计算机图形学中，它也被称为随机生成，常用于制作材质贴图和三维模型资源，并在电子游戏领域中用于自动制造大量游戏内容。过程化生成有着减小文件体积、扩大内容量、增强游戏随机性等优点。

## 概觀
術語“过程化”是指計算一個特定函數的過程，如分形。过程化生成常用于生成贴图、多边形网格、声效、语音合成和音乐制作等。过程化生成的好處是衹要很小的函數和源數據，便可以製造出很多和源數據有关或類似但存在不同的新數據。电子游戏借助它可出现许多（接近无限）个關卡。這可以縮短開發時間，也可以减小軟件的檔案大小。

## 使用了程序化生成的游戏
以下列举了使用了程序化生成的知名游戏，完整列表请参阅上述英文条目。
- Rogue（1980）
- Elite（1984）
- 暗黑破坏神（1996）
- 暗黑破坏神II（2000）
- .kkrieger（2004）
- 女神异闻录3（2006）
- 女神异闻录4（2008）
- 孢子（2008）
- 求生之路（2008）
- 求生之路2（2009）
- 我的世界（2011）
- 泰拉瑞亚（2011）
- 暗黑破坏神III（2012）
- 腐蚀（2013）
- 精英：危机四伏（2014）
- 无人深空（2016）
- SpaceEngine（2019）